# Encryphia
Encryphia là một chi bướm đêm thuộc họ Geometridae.

## Các loài
- Encryphia frontisignata (Walker, [1863])